# Harmelinella mariannae
Harmelinella mariannae är en kräftdjursart som beskrevs av Michel Ledoyer 1989. Harmelinella mariannae ingår i släktet Harmelinella och familjen Mysidae. Inga underarter finns listade i Catalogue of Life.